# Gualterio III Brisebarre
Gutierre III Brisebarre (fallecido después de octubre de 1179) fue señor de Beirut, después señor de Blanchegarde en el Reino de Jerusalén.
Fue el hijo mayor de Guido II Brisebarre y su esposa María. Después de la muerte de su padre ascendió como señor de Beirut.
En 1166 vendió Beirut al rey Amalarico I de Jerusalén y en su lugar recibió el castillo de Blanchegarde que pertenecía hasta ese momento en el dominio real y fue ascendido como señorío.
En su primer matrimonio se casó con Helena de Milly (fallecida antes del 18 de noviembre de 1168). Helena era hija de Felipe de Milly, señor de Montreal y Transjordania.  Por derecho de su esposa, es también documentado como señor de Montreal en 1168. Sin embargo, después de su muerte el título fue transferido a la hermana menor de Helena, Estefanía de Milly, y sus futuros cónyuges. Con Helena tuvo una hija:
- Beatriz.

Su segunda esposa fue Inés, hija de Helvis de Tiberíades y nieta de Hugo de Saint Omer, príncipe de Galilea. Con ella tuvo cuatro hijas y un hijo:
- Bermunda (también Raimunda, después de noviembre de 1168 - después de febrero de 1186), se casó antes de junio de 1183 con Beltrán (fallecido después de julio de 1217), señor de Margat,
- Gilles (fallecido después de 1220), señor de Blanchegarde, se casó con Inés de Lairon, sobrina de Aimaro de Lairon, señor de Cesarea,
- Margarita, se casó con Guillermo de Porcelet,
- Eschiva, se casó con Joscelino de Gibelet, señor de Avegore,
- Orable, se casó con Eustaquio de Neuville.

Después de su muerte, su hijo Gilles lo sucedió como señor de Blanchegarde.